# Artasches Lipariti Schahinjan

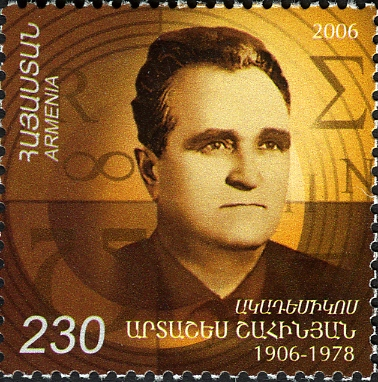
Artasches Lipariti Schahinjan auf einer armenischen Briefmarke (2006)

Artasches Lipariti Schahinjan (armenisch Արտաշես Լիպարիտի Շահինյան, russisch Арташе́с Липари́тович Шагиня́н; * 19. Dezember 1906jul. / 1. Januar 1907greg. in Alexandropol; † 14. Mai 1978 in Jerewan) war ein armenisch-sowjetischer Mathematiker und Hochschullehrer.

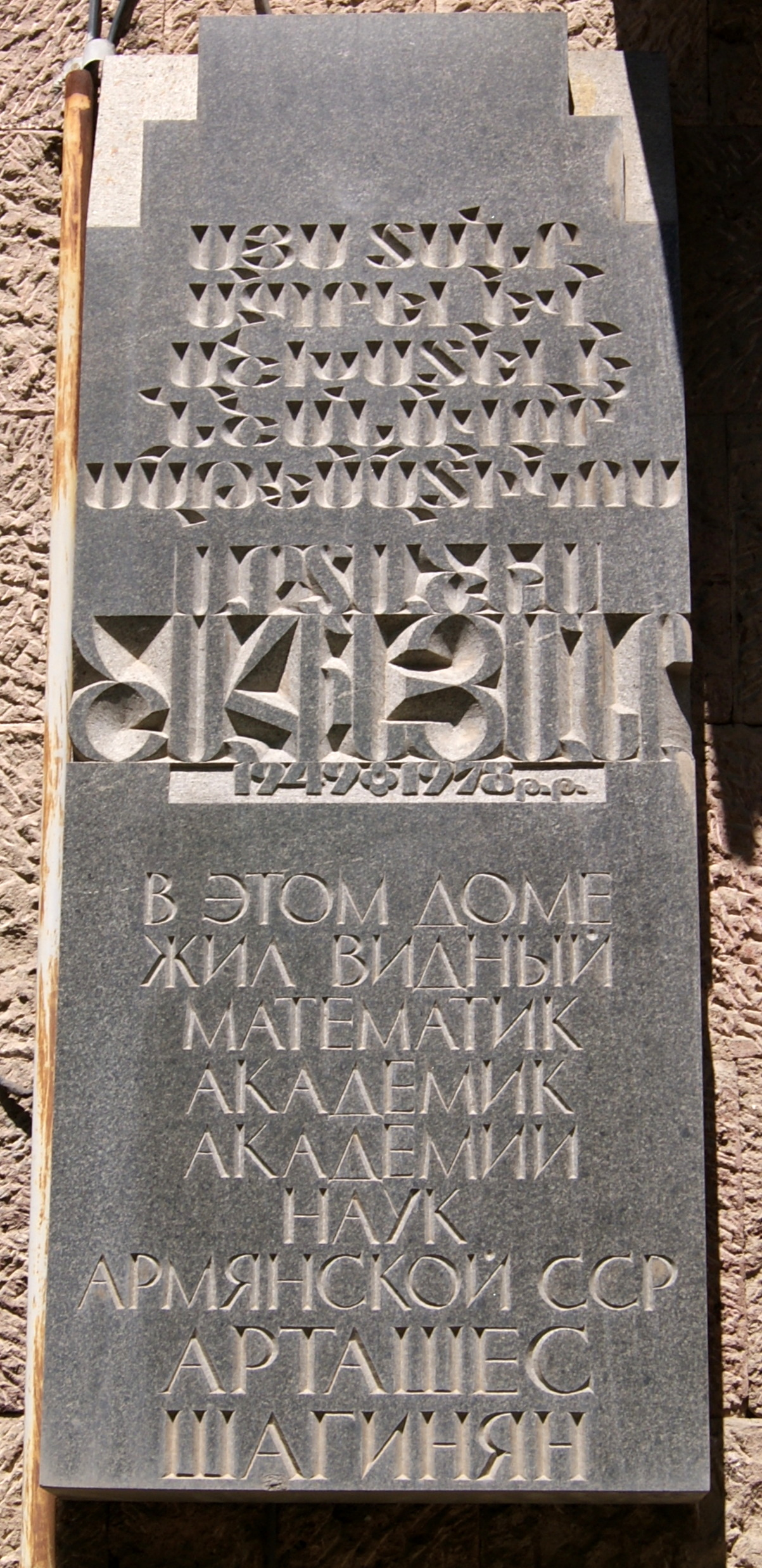

## Leben
Schahinjan studierte zunächst an der Jerewaner Industriehochschule mit Abschluss 1926 und dann Mathematik an der Universität Jerewan (JGU) mit Abschluss 1929. Anschließend lehrte er an der JGU bis zu seinem Tode. 1938–1944 leitete er den Lehrstuhl für Geometrie. 1939 wurde er nach der Aspirantur bei W. I. Smirnow zum Kandidaten der physikalisch-mathematischen Wissenschaften promoviert und zum Professor ernannt. 1939–1942 war er Dekan der physikalisch-mathematischen Fakultät der JGU. 1944 folgte die Promotion zum Doktor der physikalisch-mathematischen Wissenschaften. Ab 1944 leitete er den Lehrstuhl für Funktionentheorie und Analysis.
Neben seiner Lehrtätigkeit war Schahinjan 1945–1955 leitender Sekretär der Abteilung für Mathematik und Mechanik der Akademie der Wissenschaften der Armenischen SSR (AN-ArmSSR). 1947 wurde er Mitglied der Akademie. 1950–1963 war er Akademiesekretär der Abteilung für Mathematik und Mechanik und Mitglied des Präsidiums der Akademie. 1955–1959 war er Direktor des Instituts für Mathematik und Mechanik der AN-ArmSSR.
1965 gründete Schahinjan an der JGU die Physikalisch-Mathematische Schule, die jetzt seinen Namen trägt.
Schahinjan war Abgeordneter im Obersten Sowjet der Armenischen SSR in der VII. und VIII. Sitzungsperiode.

## Ehrungen
- Medaille für verdiente Arbeiter (1946)
- Orden des Roten Banners der Arbeit (1953, 1971)
- Verdienter Wissenschaftler der Armenischen SSR
- Orden der Völkerfreundschaft (1977)